# Bélgica nos Jogos Olímpicos de Verão de 1980
A Bélgica competiu nos Jogos Olímpicos de Verão de 1980 em Moscou, que fazia parte da antiga União Soviética. Em suporte parcial ao boicote norte-americano aos jogos, a Bélgica competiu com a bandeira dos Jogos Olímpicos abaixo de sua bandeira nacional.